# Вищий адміністративний суд Польщі
Вищий адміністративний суд Польщі (пол. Naczelny Sąd Administracyjny, NSA) — вища судова інстанція Польщі в адміністративних справах, яка здійснює контроль за діяльністю публічної адміністрації.
Вищий адміністративний суд складається з 85 суддів, що призначаються Президентом за пропозицією Всепольської Судової Ради на невизначений термін. Голова призначається Президентом з двох кандидатів, запропонованих Загальними зборами суддів Вищого адміністративного суду на 6 років.

## Історія
Адміністративна юстиція раніше існувала в другій Польській республіці, але була ліквідована після Другої світової війни у зв'язку з тим, що в Польщі стала формуватися радянська модель організації держави. Поступове відновлення системи адміністративних судів почалося в 1980-і роки зі створенням Вищого адміністративного суду, необхідного для судового контролю за діяльністю виконавчих органів влади і посадових осіб.

## Юрисдикція
Головним завданням Вищого адміністративного суду є розгляд апеляційних скарг на рішення нижчестоящих адміністративних судів, також суд перевіряє на відповідність законам країни акти, прийняті органами територіального управління воєводств і органами місцевого самоврядування; вирішує спори про компетенцію між органами місцевого самоврядування.
Предметом судового розгляду найчастіше виступають рішення адміністративних органів і їх посадовців в різних сферах життєдіяльності, в тому числі службова бездіяльність, якщо вони порушують чиї-небудь права і законні інтереси. За свідченням голови суду щороку судом розглядається понад 45 тисяч справ.

## Структура
Вищий адміністративний суд складається з трьох палат, якими керують заступниками голови:
- Комерційна палата — розглядає питання, пов'язані з торгівлею, митним контролем і підприємницькою діяльністю.
- Фінансова палата — розглядає питання, пов'язані з оподаткуванням та іншими обов'язковими платежами до бюджету.
- Палата з загальних питань адміністративного права — розглядає всі інші питання

## Голови суду
- Сильвестр Завадський (1980—1981)
- Адам Зелінський (1982—1992)
- Роман Марек Гаузер (1992—2004)
- Януш Тржчінскій (2004—2010)
- Роман Марек Гаузер з 2010 року